# Angelina Romanowna Melnikowa
Angelina Romanowna Melnikowa (russisch Ангелина Романовна Мельникова; * 18. Juli 2000 in Woronesch) ist eine russische Kunstturnerin.
Bei den Olympischen Spielen 2016 in Rio de Janeiro gewann Melnikowa eine Silbermedaille im Mannschaftsmehrkampf zusammen mit Alija Mustafina, Marija Passeka, Darja Spiridonowa und Seda Tutchaljan.
Bei den Europameisterschaften 2016 in Bern wurde sie Europameisterin im Mannschaftsmehrkampf. Bei den Europameisterschaften 2017 in Cluj-Napoca wurde sie Europameisterin im Bodenturnen. Bei den im Rahmen der European Championships 2018 stattgefundenen Europameisterschaften 2018 in Glasgow wurde sie Europameisterin im Mannschaftsmehrkampf, Vize-Europameisterin im Sprung und gewann eine Bronzemedaille am Stufenbarren.
Bei den Weltmeisterschaften 2018 in Doha gewann sie eine Silbermedaille im Mannschaftsmehrkampf.
Bei den Weltmeisterschaften 2021 gewann sie Gold im Mehrkampf. Sie war die erste nicht-amerikanische Weltmeisterin im Mehrkampf seit Alija Mustafina, die 2010 in Rotterdam gewonnen hatte. Weder die Titelverteidigerin Simone Biles noch die Olympiasiegerin Sunisa Lee hatten an dem Wettkampf teilgenommen. Sie gewann außerdem die Silbermedaille am Boden und Bronze am Sprung.
2016 wurde Melnikowa russische Meisterin.

## Auszeichnungen
- 2016:  Verdienter Meister des Sports Russlands[3][4]
- 2016:  Medaille des Ordens für die Verdienste für das Vaterland I. Klasse[3][5]